# WIV Provo Premier League 2023-2024
La WIV Provo Premier League 2023-2024 è stata la ventiduesima edizione della massima serie del campionato di Turks e Caicos di calcio. Il campionato è iniziato il 30 settembre 2023 e si è concluso il 2 maggio 2024. 
Il SWA Sharks è la squadra campione in carica, avendo conquistato il suo quarto titolo nazionale nella stagione 2022-2023 come vincitore di entrambi i gironi di apertura e clausura. Allo stesso modo, l'AFC Academy ha conquistato il titolo 2023-2024, vincendo entrambi i periodi e conquistando il suo sesto titolo nazionale. 

## Stagione

### Novità
Rispetto alla stagione precedente, il Blue Hills, che non aveva terminato la stagione 2022-2023 ritirandosi dal campionato, non si iscrive alla competizione, riducendo il numero di squadre partecipanti a cinque. In aggiunta, il Beaches decide di non iscriversi al torneo, venendo sostituito dal Cheshire Hall, che aveva temporaneamente interrotto le attività.

### Formula
Il campionato si svolge in due gironi distinti, di Apertura e Clausura, in ognuno dei quali le squadre giocano tra di loro con partite di andata e ritorno, per un totale di 8 giornate per periodo. Al termine della stagione regolare, le vincenti dei due periodi giocano uno spareggio per il titolo di campione di Turks e Caicos e la qualificazione alle competizioni CONCACAF. Nel caso una squadra vincesse entrambi i gironi, questa è automaticamente campione nazionale senza dover giocare alcuno spareggio. Non sono previste retrocessioni.

## Squadre partecipanti
| Club          | Città          | Stagione precedente                |
| ------------- | -------------- | ---------------------------------- |
| AFC Academy   | Providenciales | 3° in Apertura, 2° in Clausura     |
| Cheshire Hall | Providenciales | Non in attività                    |
| Flamingo      | Providenciales | 4° in Apertura, 4° in Clausura     |
| SWA Sharks    | Providenciales | Campione di Apertura e di Clausura |
| Teachers      | Providenciales | 2° in Apertura, 3° in Clausura     |

## Apertura
|  | Pos. | Squadra       | Pt | G | V | N | P | GF | GS | DR  |
|  | ---- | ------------- | -- | - | - | - | - | -- | -- | --- |
|  | 1.   | AFC Academy   | 24 | 8 | 8 | 0 | 0 | 25 | 6  | +19 |
|  | 2.   | SWA Sharks    | 18 | 8 | 6 | 0 | 2 | 24 | 11 | +13 |
|  | 3.   | Teachers      | 6  | 8 | 2 | 0 | 6 | 8  | 15 | -7  |
|  | 4.   | Flamingo      | 6  | 8 | 2 | 0 | 6 | 12 | 22 | -10 |
|  | 5.   | Cheshire Hall | 6  | 8 | 2 | 0 | 6 | 5  | 20 | -15 |

Legenda:
      Qualificata per la Finale.

## Clausura
|  | Pos. | Squadra       | Pt      | G | V | N | P | GF | GS | DR  |
|  | ---- | ------------- | ------- | - | - | - | - | -- | -- | --- |
|  | 1.   | AFC Academy   | 16      | 6 | 5 | 1 | 0 | 18 | 4  | +14 |
|  | 2.   | SWA Sharks    | 12      | 6 | 4 | 0 | 2 | 18 | 9  | +9  |
|  | 3.   | Teachers      | 3       | 6 | 0 | 3 | 3 | 3  | 15 | -12 |
|  | 4.   | Cheshire Hall | 2       | 6 | 0 | 2 | 4 | 2  | 13 | -11 |
|  | 5.   | Flamingo      | Esclusa |   |   |   |   |    |    |     |

Legenda:
      Qualificata per la Finale.